# Rinodina orculata
Rinodina orculata är en lavart som beskrevs av Poelt & M. Steiner. Rinodina orculata ingår i släktet Rinodina och familjen Physciaceae.   Inga underarter finns listade i Catalogue of Life.